# Phimmada Greeso
Phimmada Greeso (* 26. Februar 2002 in Prachuap Khiri Khan) ist eine thailändische Sprinterin.

## Sportliche Laufbahn
Erste internationale Erfahrungen sammelte Phimmada Greeso bei den Juniorenasienmeisterschaften 2018 in Gifu, bei denen sie mit der thailändischen 4-mal-400-Meter-Staffel in 3:48,01 min den vierten Platz erreichte. Ende August nahm sie mit der Staffel erstmals an den Asienspielen in der indonesischen Hauptstadt Jakarta teil und belegte dort Rang sieben.